# De l'équilibre des figures planes
De l'équilibre des figures planes (grec ancien : Περὶ ἐπιπέδων ἱσορροπιῶν) est un traité d'Archimède en deux livres qui traite des problèmes de géométrie utiles à la mécanique. Son titre est parfois traduit par De l'équilibre des plans ou Traité sur l'équilibre des figures planes. Le premier livre contient une démonstration de la loi du levier et se termine par des propositions sur le centre de gravité du triangle et du trapèze. Le second livre, qui contient dix propositions, examine les centres de gravité de segments de paraboles.
C'est l'un des ouvrages qui ont fait qu'Archimède est considéré comme le père de la mécanique statique. Il a contribué à l'élaboration du concept de force, bien que ce terme n'y apparaisse pas explicitement.

## Vue d'ensemble
Le levier et ses propriétés étaient déjà bien connus avant l'époque d'Archimède, et il n'était pas le premier à proposer une analyse de son principe. Dans les Questions de Mécanique, ouvrage qui fut attribué à Aristote mais qui est probablement écrit par un de ses successeurs, on trouve une preuve sommaire de la loi du levier qui n'utilise pas le concept de centre de gravité. Il existe un autre fragment attribué à Euclide (bien que là encore cela soit considéré aujourd'hui comme erroné) intitulé De la Balance qui contient aussi une preuve mathématique de la loi du levier, là encore sans recours au centre de gravité. Par contraste, le concept de centre de gravité est crucial dans l’œuvre d'Archimède.
De l'équilibre des figures planes - livre I, comme d'autres ouvrages d'Archimède, se présente comme une série de demandes (c'est-à-dire de postulats) suivie d'une série de propositions (c'est-à-dire de théorèmes) accompagnées de leur preuve et parfois d'une figure.  Avec ses sept postulats et quinze propositions, il utilise le centre de gravité pour des grandeurs commensurables et incommensurables afin de justifier la loi du levier, bien que certains soutiennent qu'il ne le fait pas de manière satisfaisante, et prouve l'emplacement du centre de gravité de plusieurs figures géométriques.
De l'équilibre des figures planes - livre II partage le même sujet avec le premier livre mais a probablement été écrit a une date ultérieure. Il contient dix propositions et leurs preuves concernant exclusivement le centre de gravité de segments de paraboles, et examine ces segments en les remplaçant par des rectangles d'aire égale. Cet échange est rendu possible par les résultats obtenus dans La Quadrature de la parabole, un traité dont on pense qu'il a été écrit après le livre I,,.

## Contenu

### Livre I
La première partie du livre I traite des propriétés de base de la balance et de la loi du levier. Dans la proposition 4, Archimède prouve que le centre de gravité de deux masses égales est situé au milieu de la droite qui joint les deux centres des masses. Il utilise ce résultat pour prouver dans la proposition 5 que le centre de tout système de masse également distribué sur une droite sera situé au centre des deux masses les plus éloignées. Il utilise ensuite ces théorèmes pour prouver la loi du levier dans les propositions 6 (pour les cas commensurables) et 7 (pour les cas incommensurables). L'argument qui permet à Archimède d'établir la loi du levier et de situer le centre de gravité de nombreuses figures est la sixième proposition : « Des grandeurs commensurables sont en équilibre, lorsqu'elles sont réciproquement proportionnelles aux longueurs, auxquelles ces grandeurs sont suspendues ».
La seconde partie, plus longue, se concentre sur le centre de gravité de figures de base de la géométrie plane. Archimède se sert des demandes et des propositions déjà démontrées pour situer le centre de gravité du parallélogramme et du triangle, et finit le livre avec une preuve du centre de gravité du trapèze.

### Livre II
Le principal objectif du second livre de De l'équilibre des figures planes est de déterminer le centre de gravité de tout segment de parabole, ce à quoi il parvient à la proposition 8 : « Le centre de gravité d'un segment compris par une droite et par une parabole partage le diamètre, de manière que la partie qui est vers le sommet est égale à trois fois la moitié de la partie qui est vers la base ».
Le livre commence par une preuve simple de la loi du levier dans la proposition 1, en faisant référence à un résultat prouvé dans La quadrature de la parabole. Archimède apporte alors la preuve de sept nouvelles propositions en combinant le concept de centre de gravité et les propriété de la parabole avec les résultats prouvés dans De l'équilibre des figures planes livre I, pour parvenir finalement à prouver la proposition 8 citée ci-dessus.
Les deux dernières propositions, 9 et 10, sont assez complexes et ont pour objet la détermination du centre de gravité d'une figure coupée d'un segment de parabole par deux droites parallèles.

## Postérité

### Antiquité et Moyen-Âge
Les ouvrages de mécanique d'Archimède, dont De l'équilibre des figures planes, étaient connus mais peu lus dans l'Antiquité. Aussi bien Héron que Pappus d'Alexandrie font référence à Archimède dans leurs œuvres de mécanique, principalement dans leurs discussions au sujet du centre de gravité et de l'avantage mécanique. Quelques auteurs romains comme Vitruve avaient apparemment aussi quelques connaissances des œuvres d'Archimède,. Eutocius d'Ascalon a également écrit des commentaires de plusieurs ouvrages d'Archimède, dont De l'équilibre des figures planes, dans lesquels il tente d'éclaircir certaines démonstrations.

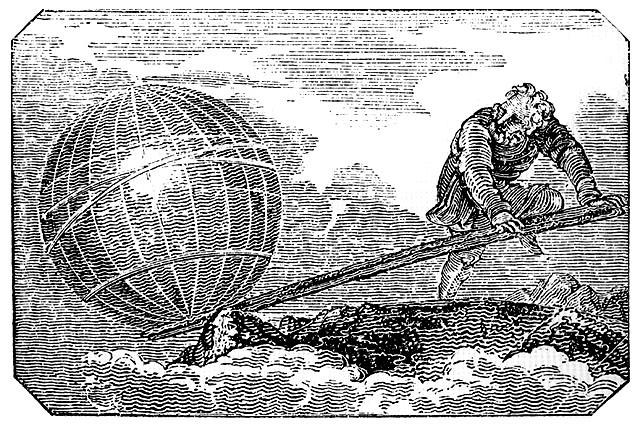
Une illustration d'Archimède soulevant le monde. Gravure tirée de Mechanics Magazine, Londres, 1824.

Une phrase attribuée à Archimède est souvent associée à cet ouvrage et a beaucoup compté dans l'établissement de la figure d'Archimède : « Donnez-moi un point d’appui et je soulèverai le monde ». Elle est peut-être apocryphe, mais se retrouve dans des ouvrages grecs et latins antiques. D'après Plutarque dans la Vie des hommes illustres il aurait dit devant le roi Hiéron : « Donne-moi où je puisse me tenir ferme et j'ébranlerai le monde » (en grec ancien : δῶς μοι πᾶ στῶ καὶ τὰν γᾶν κινάσω), parfois librement traduit comme ci-dessus. Après quoi Plutarque décrit une démonstration réalisée par Archimède de ce principe, avec une machine à soulever des bateaux. La même phrase est reprise dans la Synagogè de Pappus d'Alexandrie.
Il est clair que cette phrase est logiquement liée au travail d'Archimède sur les leviers et à sa compréhension de l'avantage mécanique. Cependant même si on suppose que Plutarque n'invente pas son anecdote, il n'est pas établi que ce sont les travaux pour ces deux livres Sur l'équilibre des figures planes qui en fournissent le contexte. Pappus mentionne un autre ouvrage Sur les balances, aujourd'hui perdu, qui aurait contenu la description de la machine évoquée par Plutarque.
Au Moyen-Âge, quelques auteurs arabes étaient familiers des œuvres d'Archimède sur les balances et le centre de gravité ; cependant dans l'occident latin, ces idées étaient pratiquement inconnues sauf dans une poignée de cas limités,.

### Renaissance tardive
C'est seulement vers la fin de la Renaissance que les résultats prouvés dans De l'équilibre des figures planes commencent à être largement connus du monde savant. L'approche mathématique de la physique qui était celle d'Archimède devient alors un modèle pour des scientifiques comme Guidobaldo del Monte, Bernardino Baldi, Simon Stevin, et Galileo Galilei,.
Le concept de centre de gravité atteint un haut degré de sophistication dans la première moitié du dix-septième siècle, en particulier dans les ouvrages d'Evangelista Torricelli et de Christiaan Huygens, et joue un rôle pivot dans le développement de la mécanique classique,.

### Éloges et critiques modernes
C'est l'un des ouvrages qui ont fait qu'Archimède est considéré comme le père de la mécanique statique, ses autres ouvrages sur le sujet étant un traité perdu Sur les balances mentionné par Pappus et le traité Des corps flottants. Ce texte marque également une étape importante de l'élaboration du concept de force, bien que ce terme n'y apparaisse pas explicitement contrairement à Des corps flottants.
Cependant dès le début du dix-neuvième siècle et depuis lors, la qualité du raisonnement logique d'Archimède dans cet ouvrage a été remise en cause. Ainsi, la démonstration de la proposition 9 du livre II est jugée assez sévèrement par Lagrange et Delambre, qui relèvent que déjà Eutocius la trouvait obscure mais qu'il n'a pas rendu plus claire celle d'Archimède, alors qu'elle est facilement démontrée par l'algèbre comme le montre Peyrard dans ses commentaires.
Mais ce sont surtout les incohérences du livre I de De l'équilibre des figures planes qui ont été critiquées par plusieurs savants,,. Ainsi, Berggren remet en question l'authenticité de presque la moitié du livre I, en relevant par exemple les redondances des propositions 1-3 et 11–12. Cependant, il suit Dijksterhuis dans le rejet de la critique de la proposition 6 par Ernst Mach. La proposition 7 en revanche demeure incomplète dans sa forme actuelle, de sorte qu'on ne peut pas affirmer rigoureusement qu'Archimède a démontré la loi du levier pour les grandeurs irrationnelles,. Le livre II n'est pas affecté par ces défauts car, si on excepte la première proposition, il n'a pas pour objet le levier. Il n'y a pas non plus de définition du centre de gravité dans l'ensemble des œuvres connues d'Archimède, ce qui conduit certains savants à affirmer qu'il est difficile de suivre ou de justifier la structure logique des arguments dans De l'équilibre des figures planes,.